# Gal Gadot
Pour les articles homonymes, voir Gadot (homonymie).
Gal Gadot (en hébreu : גל גדות /ˈɡal ɡaˈdot/) est une actrice, productrice et mannequin israélienne, née le 30 avril 1985 à Petah Tikva en Israël.
Elle est connue pour son interprétation de Gisele Harabo dans la série de films Fast and Furious, et Wonder Woman dans l'univers cinématographique DC.

## Biographie

### Enfance et formation
Gal Gadot est née le 30 avril 1985 à Petah Tikva. En hébreu, son prénom signifie « vague » et son nom de famille « berge ». Ses parents sont nés en Israël et ont hébraïsé leur nom de famille, Greenstein, en Gadot. Son père, Michael, est ingénieur et sa mère, Irit, née Weiss, est enseignante. Ses grands-parents sont des survivants de la Shoah,. Elle a des ascendants russes, polonais, autrichiens, allemands et tchèques, tous juifs, et cela compte beaucoup pour elle : « Mon identité juive et israélienne est forte. J'ai fait mes deux ans de service militaire, j'ai été élevée dans une famille israélienne très juive, et bien sûr mon héritage importe beaucoup pour moi. Je veux que les gens aient une bonne impression d'Israël. » Elle a pratiqué la danse classique pendant douze ans. Au lycée, elle s'oriente vers la biologie.

#### Service militaire
De 18 à 20 ans, Gal Gadot effectue son service militaire obligatoire au sein de l'armée israélienne. Elle y devient instructrice pour la préparation physique et le combat des jeunes recrues,. Elle considère ses années de service comme un temps où « on abandonne sa liberté. On apprend la discipline et le respect,. »
Elle entame ensuite des études de droit à l’université privée IDC Herzliya mais elle donne progressivement la priorité au mannequinat puis au cinéma en s’installant à Hollywood.

### Carrière

#### Miss Israël et mannequinat
À 18 ans (avant son service militaire), elle gagne le concours de Miss Israël 2004. Elle se qualifie pour le concours de Miss Univers 2004, mais ne parvient pas à se qualifier parmi les quinze finalistes.
En 2007, à 22 ans, elle pose pour la photo de couverture du magazine pour hommes Maxim, titrée « Les femmes de l'armée israélienne », qui présente des modèles israéliens ayant servi. La même année, elle est choisie comme égérie publicitaire par le programme Brand Israel pour la promotion d'Israël à l'étranger,. En avril 2012, elle figure à la cinquième place sur la liste des « 50 femmes juives les plus talentueuses, intelligentes, drôles et magnifiques au monde » établie par Shalom Life.
De 2008 à 2016, elle pose pour Castro, une des plus grandes marques de vêtements israéliennes. Sa notoriété d’actrice, qui s’accroît dans les années 2010, lui donne accès à des campagnes publicitaires pour des marques internationales comme Gucci en 2015 ou encore Miss Sixty en 2017. En 2013, ses revenus annuels combinés de mannequin et d’actrice sont estimés à 2,4 millions de dollars. Elle pose – souvent en tant qu’actrice depuis la fin des années 2010 – pour les couvertures de nombreux magazines (FHM, Elle US, Glamour UK, etc.).

#### Débuts en tant qu'actrice

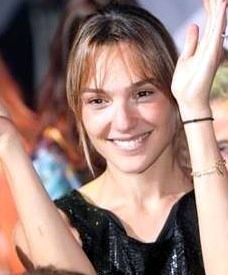
Gal Gadot, en 2013.

En 2007, Gal Gadot est recalée, au profit de la Française Olga Kurylenko, à l’audition pour obtenir rôle de James Bond girl dans Quantum of Solace.
En 2008, elle obtient le rôle principal de la mini-série dramatique israélienne Bubot. En 2009, à 24 ans, elle fait son entrée au cinéma, grâce à un second rôle dans le quatrième opus d’une franchise qui commence à trouver son public, Fast and Furious 4, aux côtés de Vin Diesel et Paul Walker, après avoir remporté le casting face à six autres actrices. Cette même année, elle fait deux brèves apparitions à la télévision américaine dans les séries Entourage et The Beautiful Life.
En 2010, elle décroche à nouveau des rôles mineurs dans des grosses productions cinématographiques, Crazy Night, puis Night and Day avec Tom Cruise,.
Entre 2011 et 2013, l’actrice n’est présente sur les écrans que dans Fast and Furious 5 et 6. La franchise triomphe dans les salles – 1,5 milliard de dollars de recettes en 2015 pour le 7e épisode,.
En 2016, outre son interprétation du rôle-titre de Wonder Woman, elle est présente dans trois films : pour un second rôle dans le film policier Triple 9 qui divise la critique plus qu'il ne la séduit. Puis dans le thriller Criminal : Un espion dans la tête pour un rôle plus important, l'épouse de Ryan Reynolds, mais le film peine à atteindre son seuil de rentabilité au box-office. Et enfin dans la comédie d'action Les Espions d'à côté, autre échec commercial, et critique qui ne sort qu’en VOD en France.

#### La révélationWonder Woman

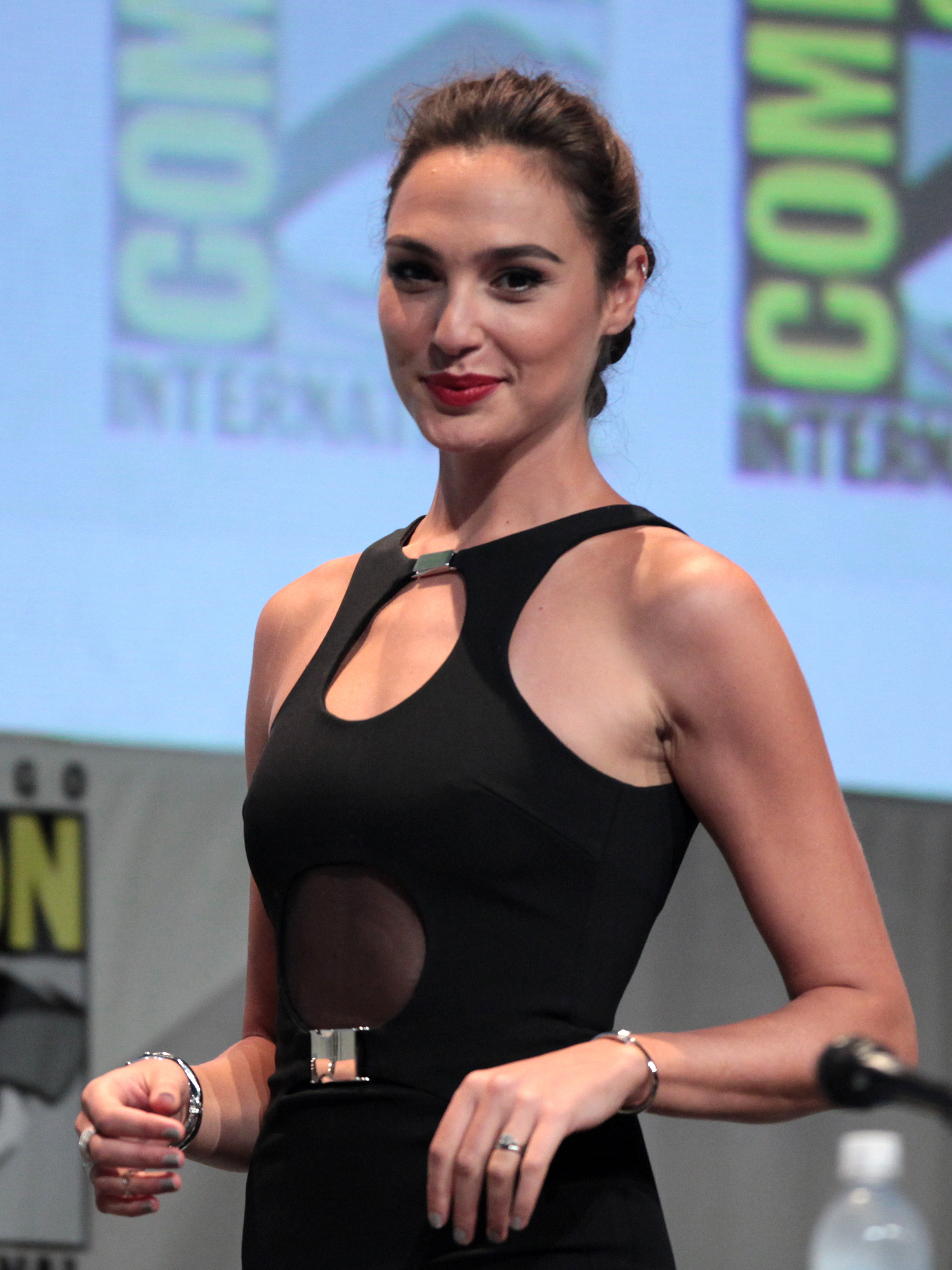
L'actrice au San Diego Comic-Con 2015, pour une conférence sur le thème : Entertainment Weekly: Women Who Kick Ass et la promotion de Batman v Superman : L'Aube de la justice.

En décembre 2013, Gal Gadot est retenue par Warner Bros, qui adapte les bandes dessinées de l’éditeur DC Comics à l’écran, pour interpréter le rôle de Wonder Woman dans Batman v Superman : L'Aube de la justice de Zack Snyder, le deuxième film de l'univers cinématographique DC, après Man of Steel. Son contrat comprend également une participation aux productions suivantes, Wonder Woman dont elle sera la principale héroïne et Justice League.

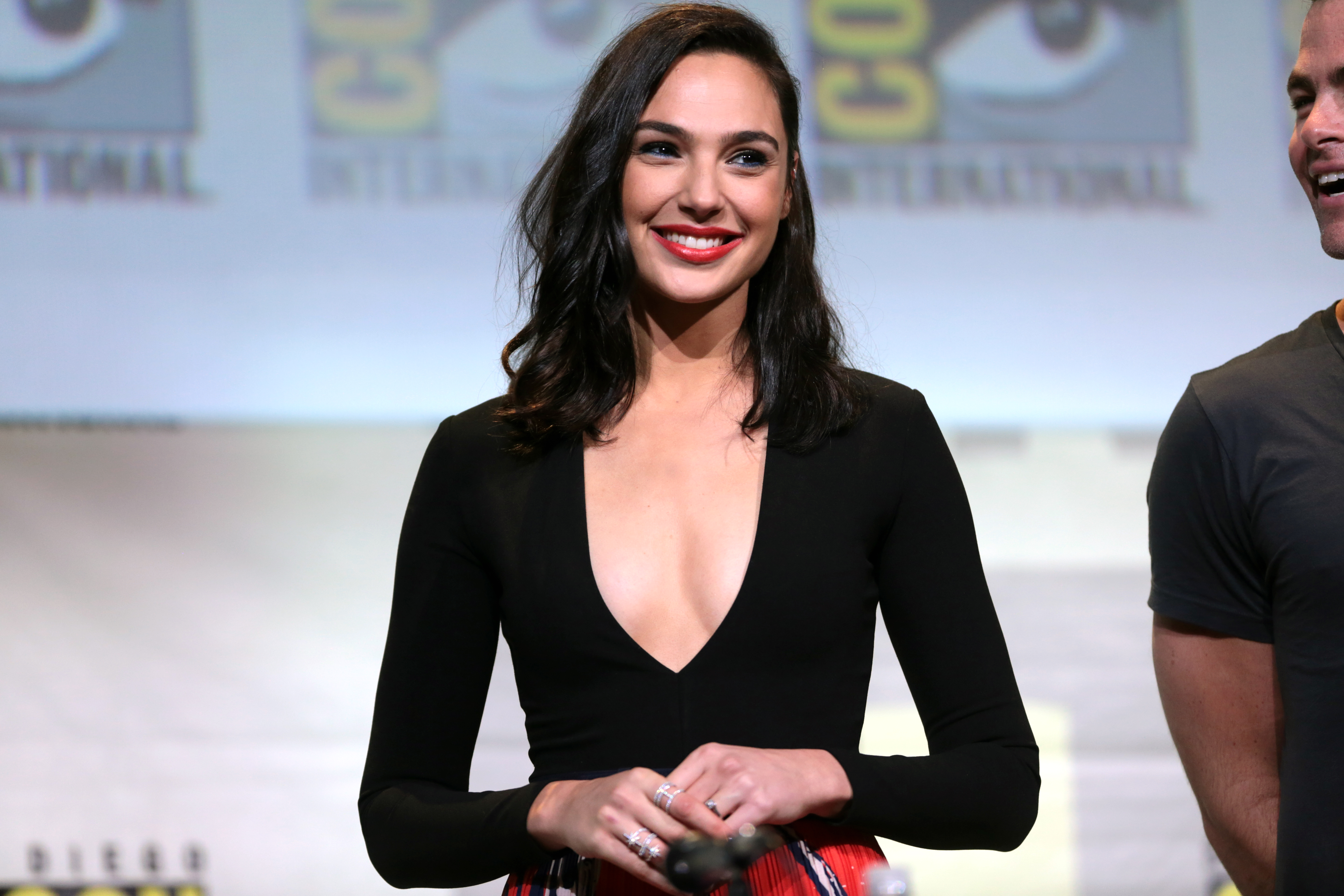
L'actrice au San Diego Comic-Con 2016, pour une conférence sur le thème :Wonder Woman.

Batman v Superman : L'Aube de la justice sort en 2016, il est considéré comme un évènement par les amateurs du genre, car il met en scène pour la première fois au cinéma Superman et Batman dans le même film, qui sont deux icônes de la pop culture depuis les années 1930. Le film est un énorme succès commercial au box office mondial, 872 millions de dollars de recettes  mais suscite la controverse du côté de la critique. Cependant, la presse spécialisée salue la prestation de Gal Gadot, considérant qu'elle vole quasiment la vedette aux deux antagonistes principaux.

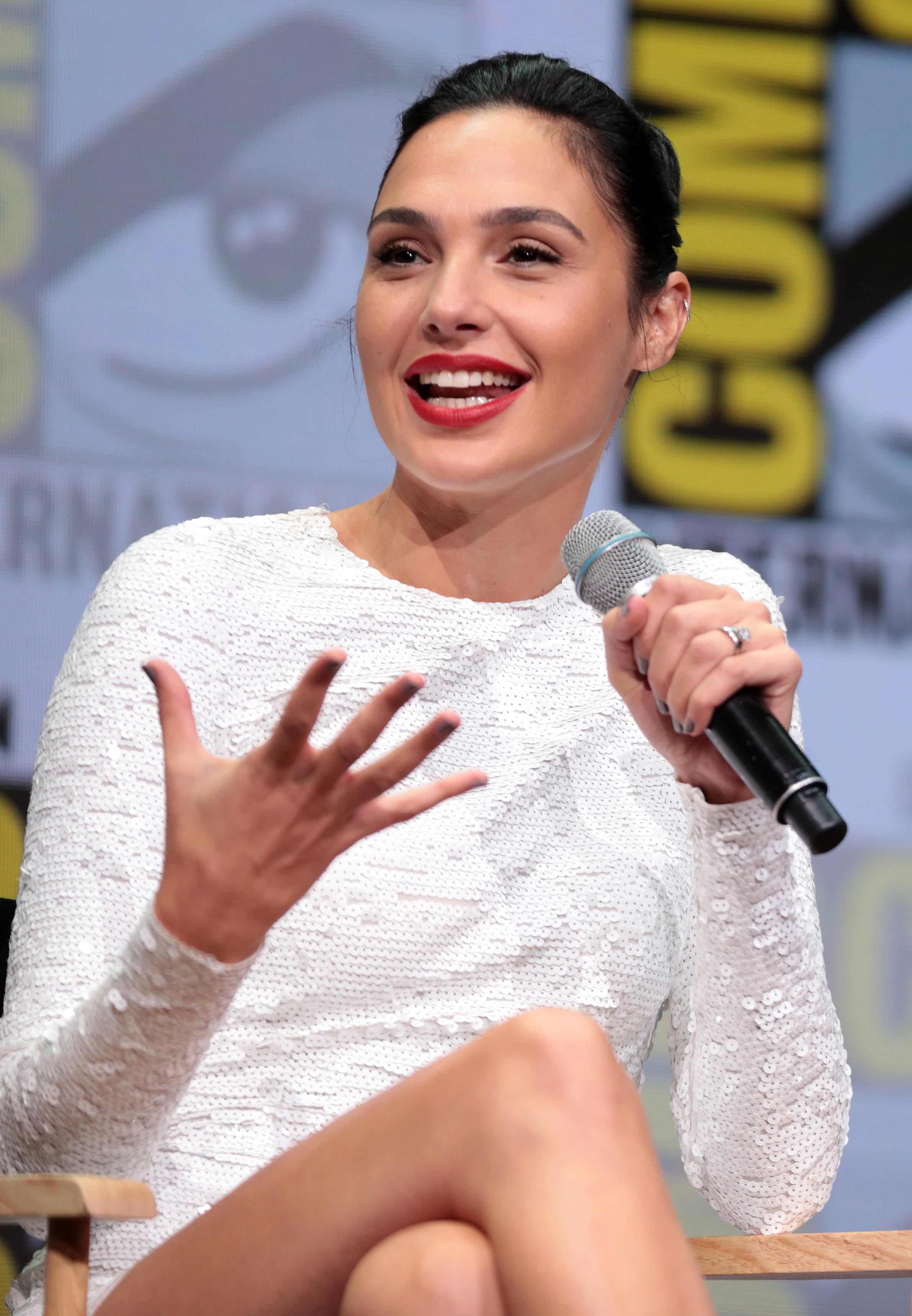
L'actrice au San Diego Comic-Con 2017, pour Justice League.

Elle signe son retour sur le grand écran avec le blockbuster qui se concentre sur les origines du personnage Wonder Woman, le film sort le 7 juin 2017. La sortie du film Wonder Woman a suscité des mouvements d'hostilité dans de nombreux pays arabes, en raison notamment du soutien public apporté par l'actrice à l'armée israélienne lors de la guerre de Gaza, pendant l'été 2014. Le film a été interdit au Liban, déprogrammé en Tunisie et en Algérie, interdit aussi au Qatar, mesures tantôt assumées en tant que censure anti-israélienne, tantôt justifiées par des motifs administratifs ou de procédure. En dépit des appels au boycott, des projections ont été maintenues dans certains pays arabes, comme l'Égypte ou encore l'Arabie saoudite.
Le film remporte un immense succès outre-Atlantique, en quelques jours il dépasse les 100 millions de dollars, signant l'un des meilleurs démarrages au box-office. Fin juin, la production rapporte plus de 650 millions de dollars pour un budget de production de 150 millions de dollars, réalisant un record pour un film réalisé par une femme.
En août, le film dépasse les 800 millions de dollars au box office mondial, face à cet engouement, Warner Bros. annonce la mise en chantier d'un Wonder Woman 2 (qui sera finalement Wonder Woman 1984 ) dont la sortie est prévue pour décembre 2019, toujours sous la direction de Patty Jenkins. Ce même mois, l'actrice est nommée lors des Teen Choice Awards 2017, dans 5 catégories (actrice de l'été ; meilleure actrice dans un film d'action ; meilleure actrice dans une comédie ; meilleure alchimie à l'écran et meilleur baiser avec Chris Pine), elle remporte deux trophées : celui de la meilleure actrice dans un film d'action et celui de la meilleure alchimie, partagé avec Chris Pine. En fin d'exploitation, Wonder Woman détient un record : celui du premier film d'origine le plus rapporteur.
En novembre 2017 sort Justice League, cinquième film de l'univers cinématographique DC qui réunit les super-héros de DC Comics : Superman, Batman, Wonder Woman, Aquaman, Cyborg, Flash.

#### Confirmation dans des rôles principaux
En 2018 elle fait partie de la liste des cent personnes les plus influentes de l’année établie par le magazine Time,.
En février 2019, elle est la voix d'un personnages du film d'animation de Disney Ralph 2.0.
On la retrouve dans le film Red Notice, disponible sur Netflix en 2021 au côté de Ryan Reynolds et Dwayne Johnson. Le film est à ce jour le long métrage le plus vu de la plateforme.
Bien que son personnage soit mort dans Fast and Furious 6, elle réapparaît dans la franchise sous forme d’image d’archive dans Fast and Furious 7 (2015), pour finalement réapparaître à la fin du dixième opus, qui marque son retour dans la saga et sa survie. Elle reprendra son rôle principal dans, Fast And Furious 11, attendu en salle en avril 2025.
La déception Blanche-Neige
En 2025, elle tient le rôle de la méchante reine dans Blanche-Neige. Elle pensait que le film allait être un "énorme succès" mais le tournage est entaché de polémiques et le film est un échec (pire démarrage pour un remake Disney au box-office nord-américain). 

### Vie personnelle
Le 28 septembre 2008, elle épouse Yaron Versano, un promoteur immobilier israélien qui est de dix ans son aîné. Le couple a quatre filles : Alma née le 18 novembre 2011, Maya née le 20 mars 2017 Daniella née en juin 2021 et Ori née en mars 2024. 
En 2008, l’actrice ouvre avec son époux un hôtel de luxe à Tel Aviv-Jaffa, dans le quartier de Neve Tzedek. Sept ans plus tard, le couple le revend à l'homme d'affaires russe Roman Abramovitch, propriétaire du club de football Chelsea FC, pour vingt-six millions de dollars.
Gal Gadot est passionnée de moto et de voitures. Elle fait du tennis, du volley-ball et du basket-ball.

## Filmographie

### Cinéma
- 2009 : Fast and Furious 4 (Fast & Furious) de Justin Lin : Gisele Harabo
- 2010 : Crazy Night (Date Night) de Shawn Levy : Natanya
- 2010 : Night and Day (Knight and Day) de James Mangold : Naomie
- 2011 : Fast and Furious 5 (Fast Five) de Justin Lin : Gisele Harabo
- 2013 : Fast and Furious 6 (Furious 6) de Justin Lin : Gisele Harabo
- 2015 : Fast and Furious 7 (Furious 7) de James Wan : Gisele Harabo (images d’archives)
- 2016 : Triple 9 de John Hillcoat : Elena Vlaslov
- 2016 : Batman v Superman : L'Aube de la justice (Batman v Superman: Dawn of Justice) de Zack Snyder : Diana Prince / Wonder Woman
- 2016 : Criminal : Un espion dans la tête (Criminal) d'Ariel Vromen : Jill Pope
- 2016 : Les Espions d'à côté (Keeping Up with the Joneses) de Greg Mottola : Nathalie Jones
- 2017 : Wonder Woman de Patty Jenkins : Diana Prince / Wonder Woman
- 2017 : Justice League de Zack Snyder : Diana Prince / Wonder Woman
- 2018 : Ralph 2.0 (Ralph Breaks the Internet) de Rich Moore et Phil Johnston : Shank (voix)
- 2020 : Wonder Woman 1984 de Patty Jenkins : Diana Prince / Wonder Woman (également productrice)
- 2021 : Zack Snyder's Justice League de Zack Snyder : Diana Prince / Wonder Woman
- 2021 : Red Notice de Rawson Marshall Thurber : Sarah Black
- 2022 : Mort sur le Nil (Death on the Nile) de Kenneth Branagh : Linnet Ridgeway Doyle
- 2023 : Shazam! La Rage des Dieux de David F. Sandberg : Diana Prince / Wonder Woman
- 2023 : Fast and Furious 10 (Fast X) de Louis Leterrier : Gisele Harabo (caméo)
- 2023 : The Flash de Andrés Muschietti : Diana Prince / Wonder Woman
- 2023 : Agent Stone (Heart of Stone) de Tom Harper : Rachel Stone (également productrice)

- 2025 : Blanche Neige (Snow White) de Marc Webb : la reine Grimhilde

Prochainement
- TBA : In the Hand of Dante de Julian Schnabel

### Télévision

#### Séries télévisées
- 2007 : Bubot : Miriam « Merry » Elkayam (2 épisodes)
- 2009 : Entourage : Lisa (saison 6, épisode 2)
- 2011 : Asfur (en) : Kika (17 épisodes)
- 2012 : Kathmandu (en) : Yamit Bareli (11 épisodes)
- 2018 : Les Simpson : elle-même (voix, saison 30, épisode 1)

### Clip vidéo
- 2018 : Girls Like You de Maroon 5 ft. Cardi B

## Concours de beauté
- Miss Israël 2004 : lauréate
- Miss Univers 2004 : participante

## Distinctions

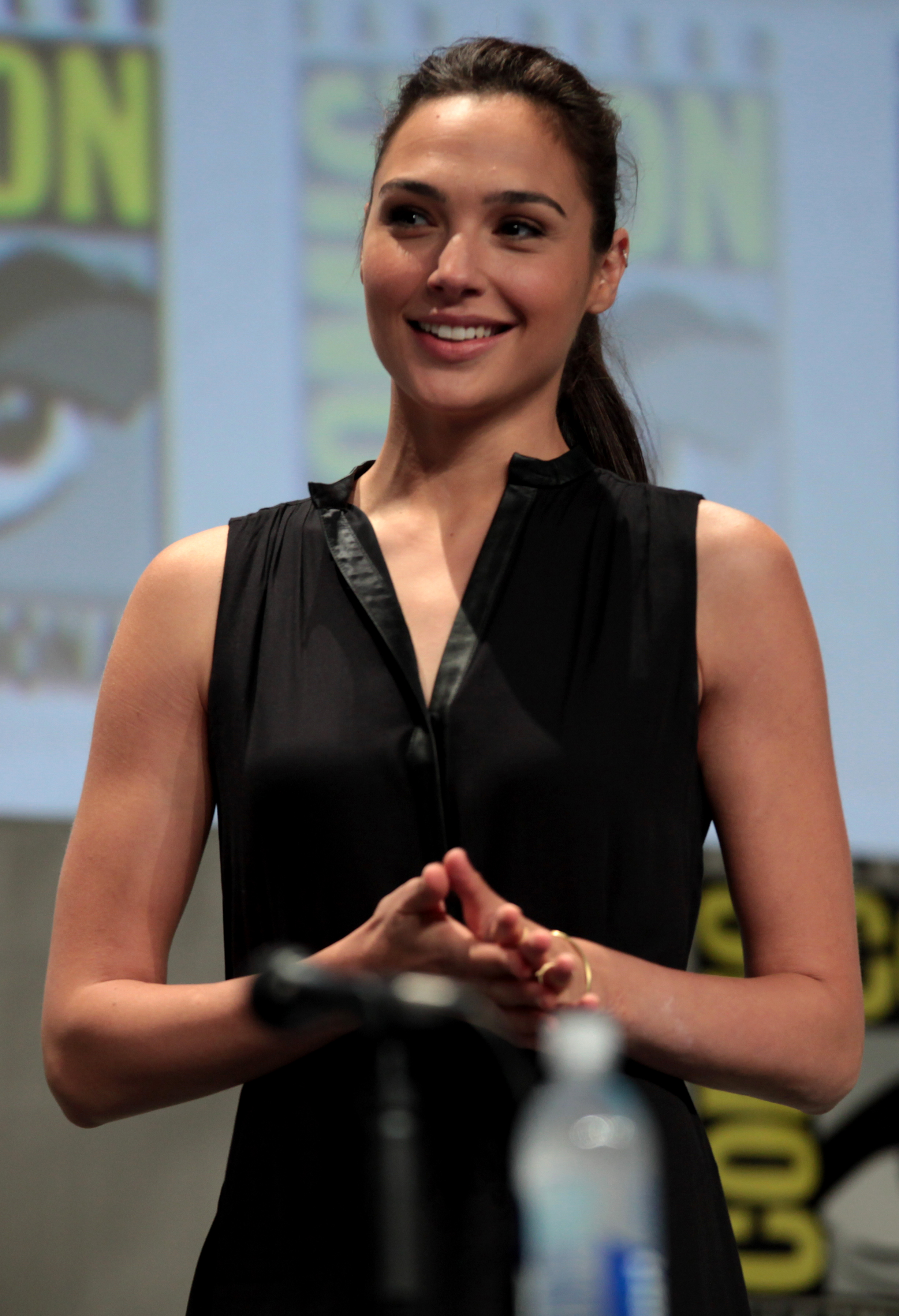
Gal Gadot, lors du San Diego Comic-Con, en juillet 2014, pour la présentation du casting de Batman v Superman : L'Aube de la justice.

Sauf indication contraire ou complémentaire, les informations mentionnées dans cette section proviennent de la base de données IMDb.

### Récompenses
- Chinese American Film Festival 2016 : actrice américaine préférée pour Fast and Furious et pour Batman v Superman : L'Aube de la justice
- Teen Choice Awards 2017 :
  - Meilleure actrice pour Wonder Woman
  - Meilleure alchimie avec Chris Pine pour Wonder Woman
- National Board of Review 2017 : Spotlight Award, prix partagé avec Patty Jenkins pour Wonder Woman
- Festival international du film de Palm Springs 2018 : Meilleure actrice pour Wonder Woman
- Critics' Choice Movie Awards 2018 : #SeeHer Award
- Saturn Awards 2018 : Meilleure actrice pour Wonder Woman
- MTV Movie & TV Awards 2018 : Meilleur combat pour Wonder Woman

### Nominations
- Critics' Choice Movie Awards 2016 : meilleure actrice pour Batman v Superman : L'Aube de la justice
- Teen Choice Awards 2016 : 
  - meilleure révélation pour Batman v Superman : L'Aube de la justice
  - meilleure voleuse de scène pour Batman v Superman : L'Aube de la justice
- 2016 : Women Film Critics Circle Awards de la meilleure héroïne pour Batman v Superman : L'Aube de la justice
- Teen Choice Awards 2017 :
  - actrice de l'été pour Wonder Woman
  - meilleur baiser avec Chris Pine pour Wonder Woman
  - meilleure actrice dans une comédie pour Les Espions d'à côté
- Detroit Film Critics Society 2017 : révélation de l'année pour Wonder Woman et Justice League
- Gold Derby Awards 2018 : révélation de l'année
- North Texas Film Critics Association 2018 : meilleure actrice pour Wonder Woman
- Kids' Choice Awards 2018 :
  - meilleure actrice pour Justice League
  - meilleure actrice pour Wonder Woman
- Online Film & Television Association 2018 : meilleure révélation féminine pour Wonder Woman
- Empire Awards 2018 : meilleure actrice pour Wonder Woman
- MTV Movie & TV Awards 2018 : meilleur héros pour Wonder Woman
- 20e cérémonie des Teen Choice Awards 2018 : meilleure actrice dans un film d'action pour Justice League
- Kids' Choice Awards 2019 : meilleur doublage féminin dans un film d'animation pour Ralph 2.0

## Voix francophones
En version française, Ingrid Donnadieu est la voix de Gal Gadot dans la quasi-totalité de ses apparitions. Elle la double dans les franchises Fast and Furious et l'univers cinématographique DC, ainsi que dans Criminal : Un espion dans la tête, Les Espions d'à côté, Red Notice ou encore Mort sur le Nil. Elle est doublée par Juliette Degenne dans Night and Day.
En version québécoise, Lynda Thalie la double dans l'univers cinématographique DC et Mort sur le Nil, tandis que Bianca Gervais est sa voix dans les films Rapides & Dangereux. Elle est également doublée par Catherine Proulx-Lemay dans Criminel.